# Chiesa di San Francesco d'Assisi (Brescia)
La chiesa di San Francesco d'Assisi è un luogo di culto cattolico di Brescia che sorge in pieno centro storico, tra corso Palestro e l'inizio di via S. Francesco d'Assisi, in corrispondenza appunto di piazzetta san Francesco d'Assisi. Si tratta di uno dei primi esempi, se non addirittura il primo, di architettura francescana in territorio lombardo.
La chiesa è stata edificata a partire dal 1254 su un terreno donato dal comune di Brescia ai frati francescani come ringraziamento per aver pacificato dei dissidi interni al comune. Soggetta a rifacimenti e ad ampliamenti in età moderna, la chiesa è scrigno di diverse e significative opere d'arte. Tra Settecento e Ottocento tuttavia il luogo di culto è stato rimodernato dall'architetto Rodolfo Vantini secondo il gusto neoclassico dell'epoca. A partire dall'inizio del XX secolo diversi interventi strutturali, finalizzati al recupero dell'edificio a seguito dei bombardamenti della seconda guerra mondiale, hanno riportato alla luce le forme architettoniche medievali della chiesa.
Al luogo di culto è affiancato un antico convento francescano risalente al XIV secolo e composto da più chiostri, da sempre dimora dei Frati Minori Conventuali e sede del loro Postulato per il Nord Italia.

## Storia

### La chiesa tra Duecento e Trecento
I lavori di costruzione della chiesa vengono avviati a partire dal 1254 e terminati in soli nove anni, concludendosi quindi nel 1265. Le motivazioni che avrebbero portato alla fondazione di questo edificio, secondo la tradizione, sarebbero da ricondurre alla pacificazione delle continue lotte intestine tra guelfi e ghibellini bresciani: lo stesso Fè d'Ostiani, a tal proposito, riporta che la città di Brescia avrebbe comprato, nel corso del 1254, quattordici terreni nella zona dei Campi Bassi, dove sarebbe poi sorta appunto la chiesa di San Francesco e l'attiguo convento francescano.
Questo primo luogo di culto, tuttavia, non doveva avere ancora le grandi dimensioni che invece sono state raggiunte solo dall'età moderna in poi: infatti, già nel corso del XV secolo, la navata centrale viene alzata ulteriormente inserendovi un ampio rosone in facciata, dotandola inoltre di una copertura a carena lignea.

### I rifacimenti d'età moderna
Nondimeno, è solo dal 1463 che vengono commissionati i rifacimenti più consistenti della chiesa, voluti dal padre generale Francesco Sansone con la supervisione dell'architetto Antonio Zurlengo. La zona del presbiterio viene infatti ampliata in questi anni con la creazione di un nuovo coro e chiuso da un'abside poligonale. In questa fase, alla struttura originaria dell'edificio, fatta con conci di medolo, vengono aggiunti mattoni che, a contrasto con gli stessi conci, creano un motivo alternato e un effetto suggestivo di chiaroscuro.
Nel 1477, invece, viene realizzata la cappella dell'Immacolata Concezione, ossia la quarta nella navata di sinistra. Pochi anni dopo lo stesso Antonio Zurlengo, coadiuvato dall'architetto Filippo da Caravaggio, si occupa della costruzione del primo e del settimo altare delle navate di sinistra. Lo stesso Filippo, invece, è incaricato da solo della realizzazione della sagrestia nel 1483, del refettorio nel 1488 e di alcune cappelle laterali della navata di destra. Alla fine del secolo risale la costruzione delle cappelle Calzaveglia e Brunelli, ossia la quinta e sesta nella navata sinistra: entrambe, tra l'altro, sono dotate di cupolette ottagonali.
Al periodo barocco può essere ascritta la realizzazione di molti affreschi, dorature e stucchi delle cappelle laterali: esse, infatti, vengono modificate continuamente nel corso dei secoli. Sempre in questa fase viene rifatta la copertura a botte della volta. Nella seconda metà del XVII secolo viene peraltro abbattuto l'antico protiro gotico della chiesa, che proteggeva diverse arche funebri di nobili bresciani. Tali cambiamenti strutturali, in effetti, proseguono anche per tutto il secolo e coinvolgono, per esempio, la cappella dell'Immacolata Concezione, che arriva ad assumere a seguito di tali modifiche un linguaggio spiccatamente barocchetto.

### L'arrivo dei giacobini e le vicende contemporanee della chiesa

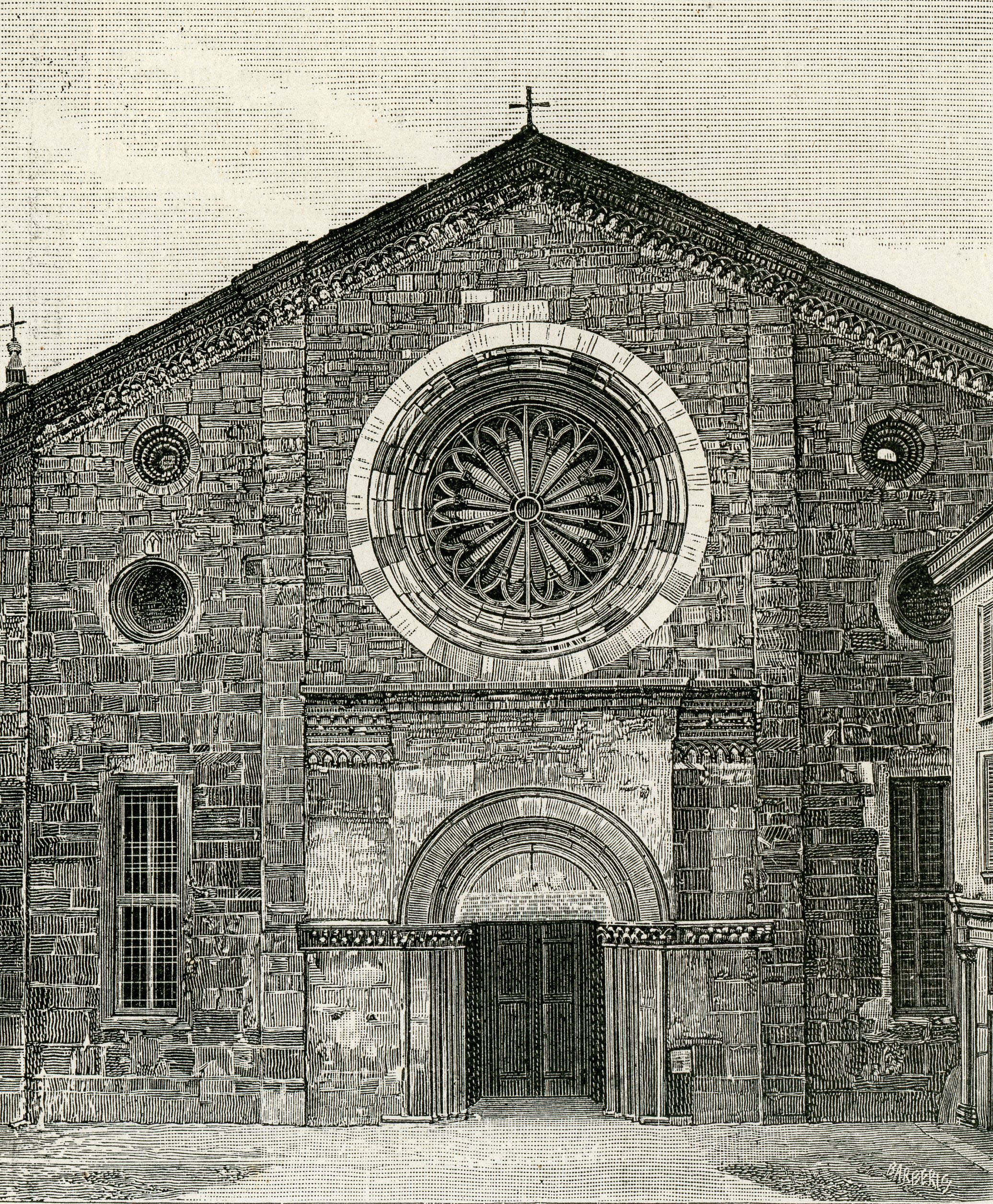
Una xilografia della chiesa di san Francesco risalente alla fine del XIX secolo

A seguito dell'invasione francese e dell'arrivo dei giacobini, la chiesa di San Francesco viene sconsacrata e chiusa al culto religioso, con i chiostri adiacenti convertiti in depositi e fornerie militari: tali ambienti del convento, tra l'altro, manterranno la stessa funzione almeno fino al 1926.
In ogni caso, è solo dal 1838 che si decide di intraprendere una sistematica ristrutturazione della chiesa e degli spazi conventuali attigui: infatti, viene incaricato l'architetto Rodolfo Vantini, già attivo nel contesto cittadino per il restauro dell'antica chiesa di San Clemente. Analogamente a quest'ultima, anche la chiesa di San Francesco viene riadattata al gusto neoclassico dell'epoca: non a caso, le volte del coro vengono cambiate nel loro assetto, sono aperte nuove finestre semicircolari nelle navate ed è applicata una mano di intonaco sia sui piloni che sulle murature del luogo di culto.
Le vicende di inizio XX secolo vedono la riappropriazione del complesso religioso da parte dei Francescani, a cui viene restituito appunto nel 1926. In seguito si procede con l'intenzione di riportare alla luce le originarie strutture architettoniche dell'abside e delle navate, intervenendo anche per recuperare quanto rimasto delle opere pittoriche della chiesa. In aggiunta, durante i bombardamenti della seconda guerra mondiale l'edificio viene gravemente danneggiato: si decide perciò di intervenire con significativi interventi strutturali per ripristinare l'originaria copertura a carena dell'edificio di culto. Tra l'altro, viene restituito alla chiesa il suo aspetto originario tramite il ripristino dell'antico e originario piano di calpestio.

## Descrizione

### Esterno

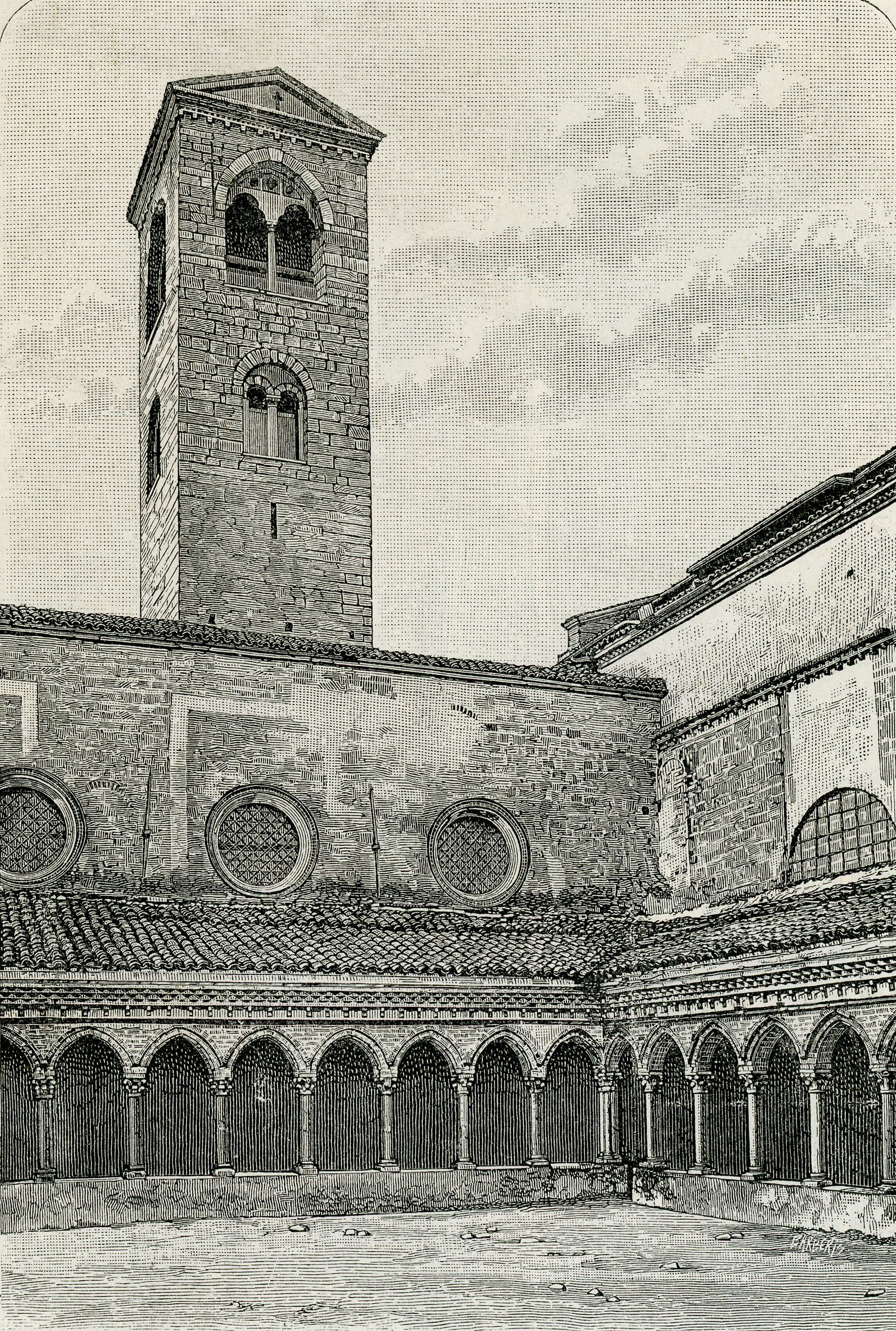
Una xilografia ottocentesca con il campanile e il chiostro maggiore.

Particolare della sezione centrale della facciata.

La facciata della chiesa si presenta a capanna: in particolare, essa è costituita da regolari conci in medolo ed è scandita in tre sezioni da due sottili paraste. Il tutto è coronato in sommità da un fregio in cotto ad archetti pensili, che poi prosegue anche lungo la fascia centrale. Lo scomparto centrale della facciata, inoltre, è piuttosto ricco ed è caratterizzato da un portale strombato con capitelli a crochet che si ripetono anche ai lati: al centro della facciata troneggia un rosone policromo. Nei due scomparti laterali, inoltre, si aprono due oculi a giorno e tale soluzione verrà successivamente adottata in diverse chiese lodigiane e cremonesi, e due lunghe monofore trilobate. Il tutto presenta soluzioni stilistiche e architettoniche che, seppure non ancora pienamente gotiche, vanno «ben oltre le forme del romanico».
Il campanile esterno, contemporaneo alla costruzione della chiesa, poggia direttamente sull'ultima e più esterna cappella di destra: lo stesso campanile, tra l'altro, è arricchito da due ordini di bifore sovrapposte: in particolare, esse sono a tutto sesto nel livello inferiore, mentre si presentano ogivali e lobate in quello superiore. Nondimeno, la parte superiore del campanile è stata ricostruita nel 1945, a seguito dei gravi danni riportati nei bombardamenti alleati su Brescia.

#### I chiostri
È da riportare, inoltre, la presenza di alcuni chiostri:

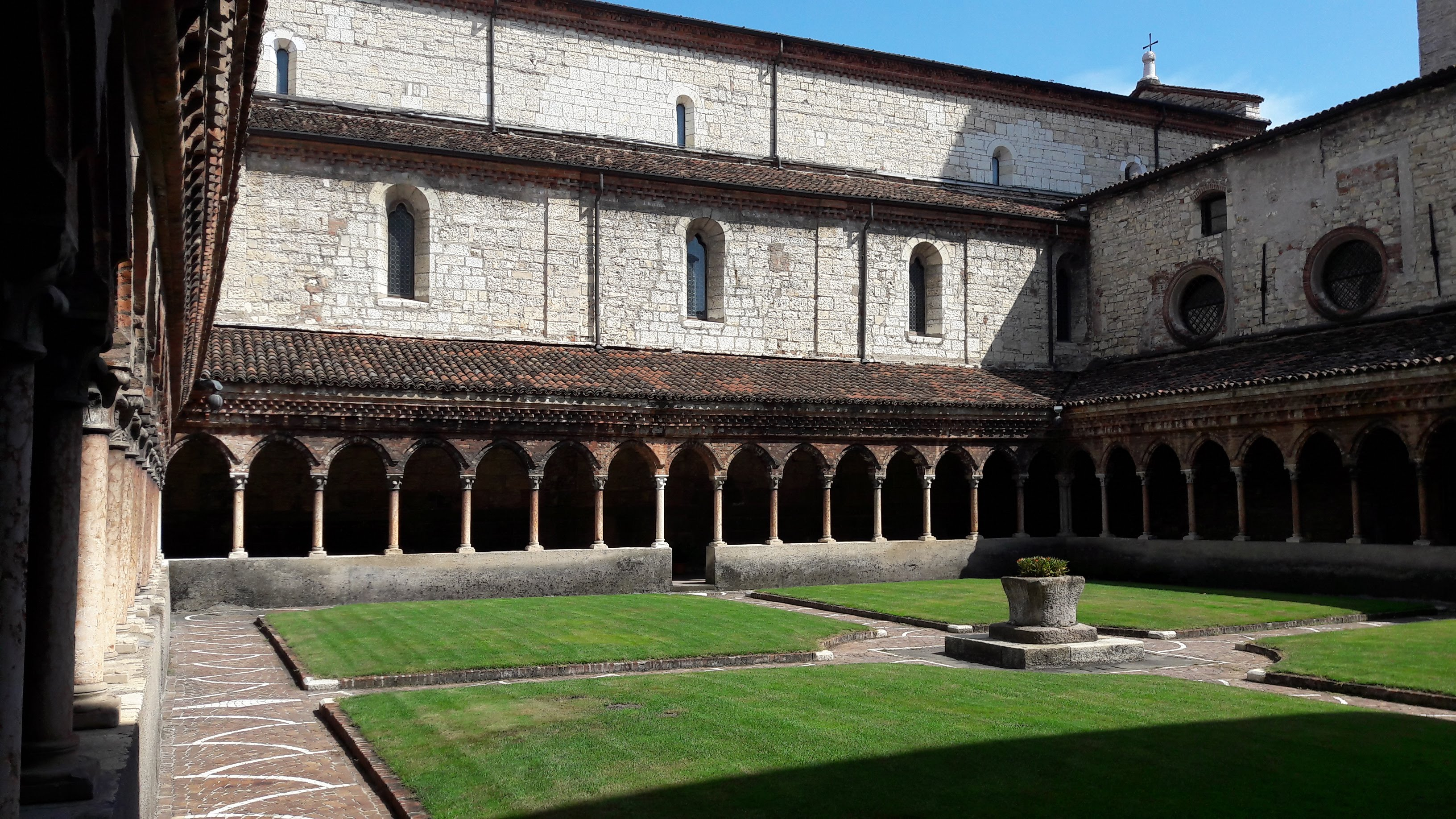
Una visione d'insieme del chiostro Maggiore o Grande

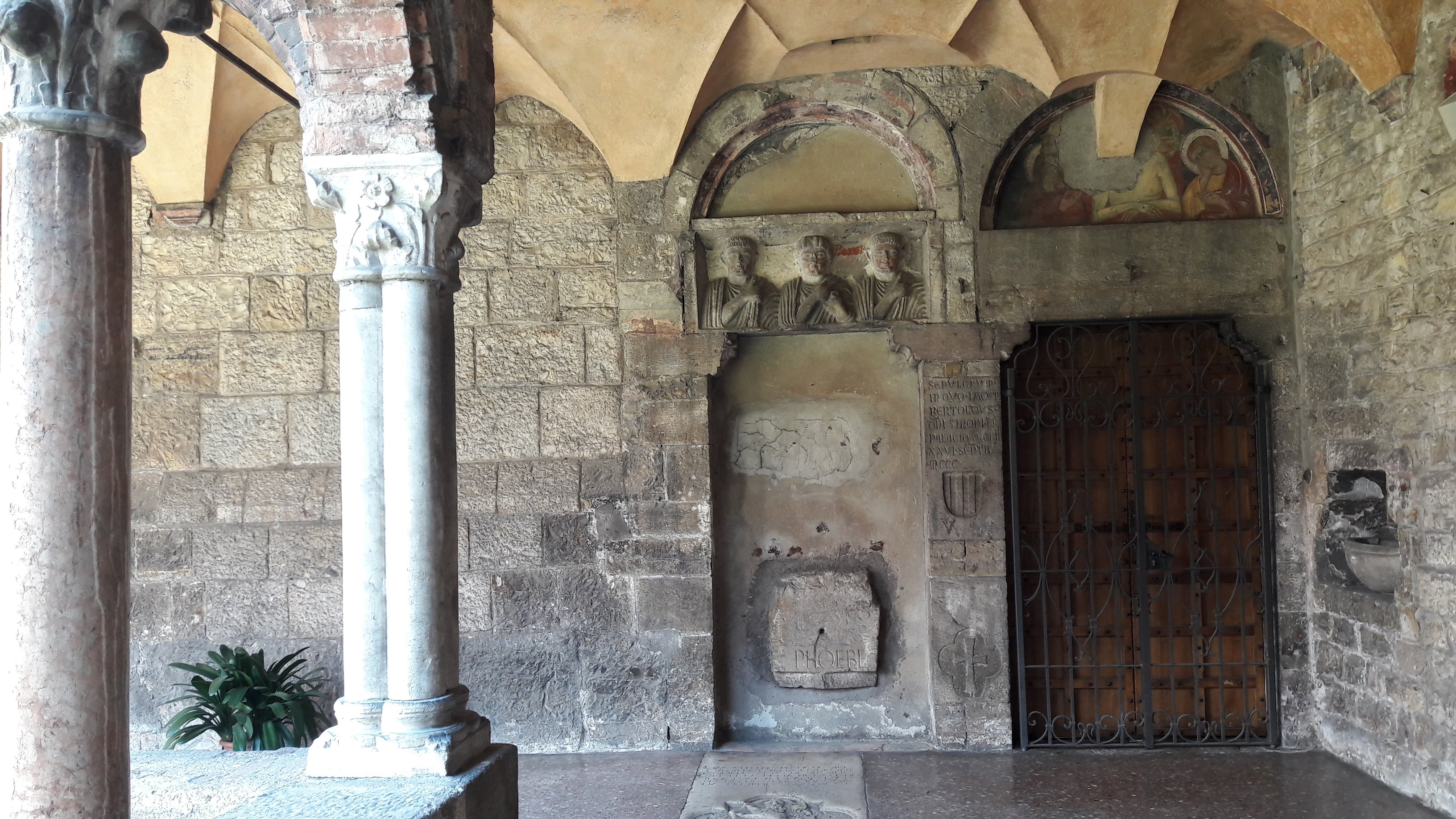
Un particolare del porticato del chiostro maggiore

- il chiostro Grande o Maggiore, addossato al fianco occidentale della chiesa, è stato progettato ed eretto da Guglielmo da Frisone da Campione nel 1394, come riportato in un'iscrizione scolpita nella colonna angolare di nord-ovest .[17][18] Il complesso del chiostro è di forma rettangolare, scandito da arcate ogivali e da sottili colonne in marmo rosso di Verona, appoggiate su basamenti fogliati: i capitelli marmorei di queste stesse colonne sono sia decorati con motivi floreali sia con figure antropomorfe e, tra l'altro, si distinguono per il loro colore biancastro. Il cornicione, che corre orizzontalmente al di sopra del colonnato, è in cotto ed è arricchito da una doppia fascia a dente di sega.[17][19] La copertura interna di questo chiostro maggiore, peraltro, era in origine a travatura lignea ed è stata rimaneggiata alla fine del XV secolo, trasformandola in volte a crociera: nel corso del Seicento, questi stessi spazi sono stati decorati da Antonio Gandino e Camillo Rama, anche se sono andati perduti nel periodo in cui questi ambienti furono convertiti a panificio militare, funzione che mantennero tra il 1797 e il 1928.[20]
- Il chiostro minore, detto della Madonnina per la presenza di una statua nella fontana centrale, è risalente invece al XV secolo e quindi alla fase rinascimentale del complesso: di forma quadrata e di dimensione ridotta, è sostenuto da due archi a tutto sesto per lato e da due colonne semplici con capitelli classicheggianti.[17][20] Le pareti di questo chiostro, decorate in varie fasi ed epoche, sono state affrescate nel Cinquecento da Pietro Marone nelle lunette, di cui sono rimaste in effetti poche tracce e lacerti.[20]
- Altri due chiostri minori, di difficile accesso e non visitabili, sono situati nella parte occidentale del complesso e separati da un corpo loggiato e colonnato. Sono stati realizzati a partire dal 1511 dall'architetto Tommaso Falnetti di Franciacorta.[20]

### Interno

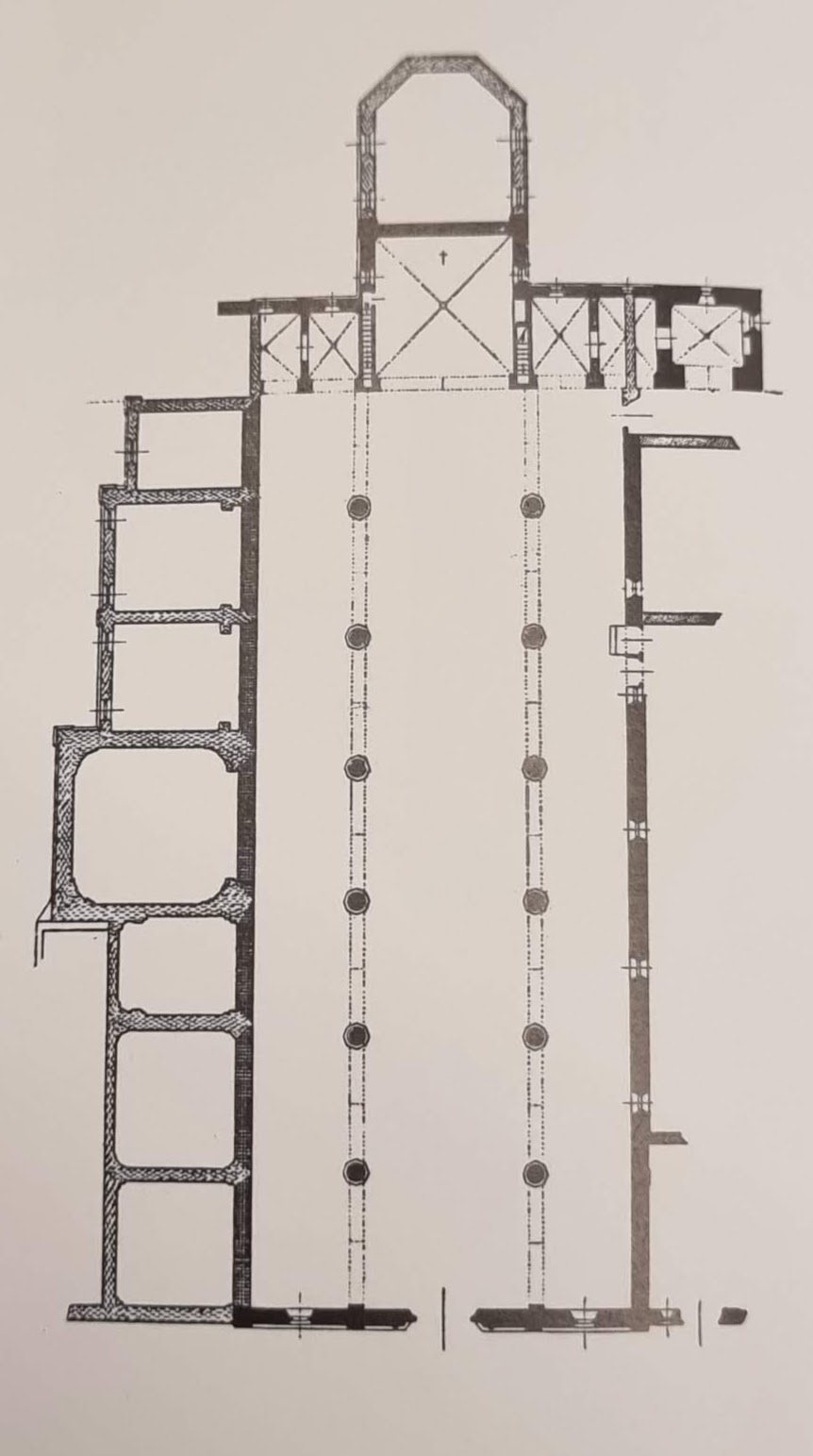
Una piantina della chiesa di San Francesco.

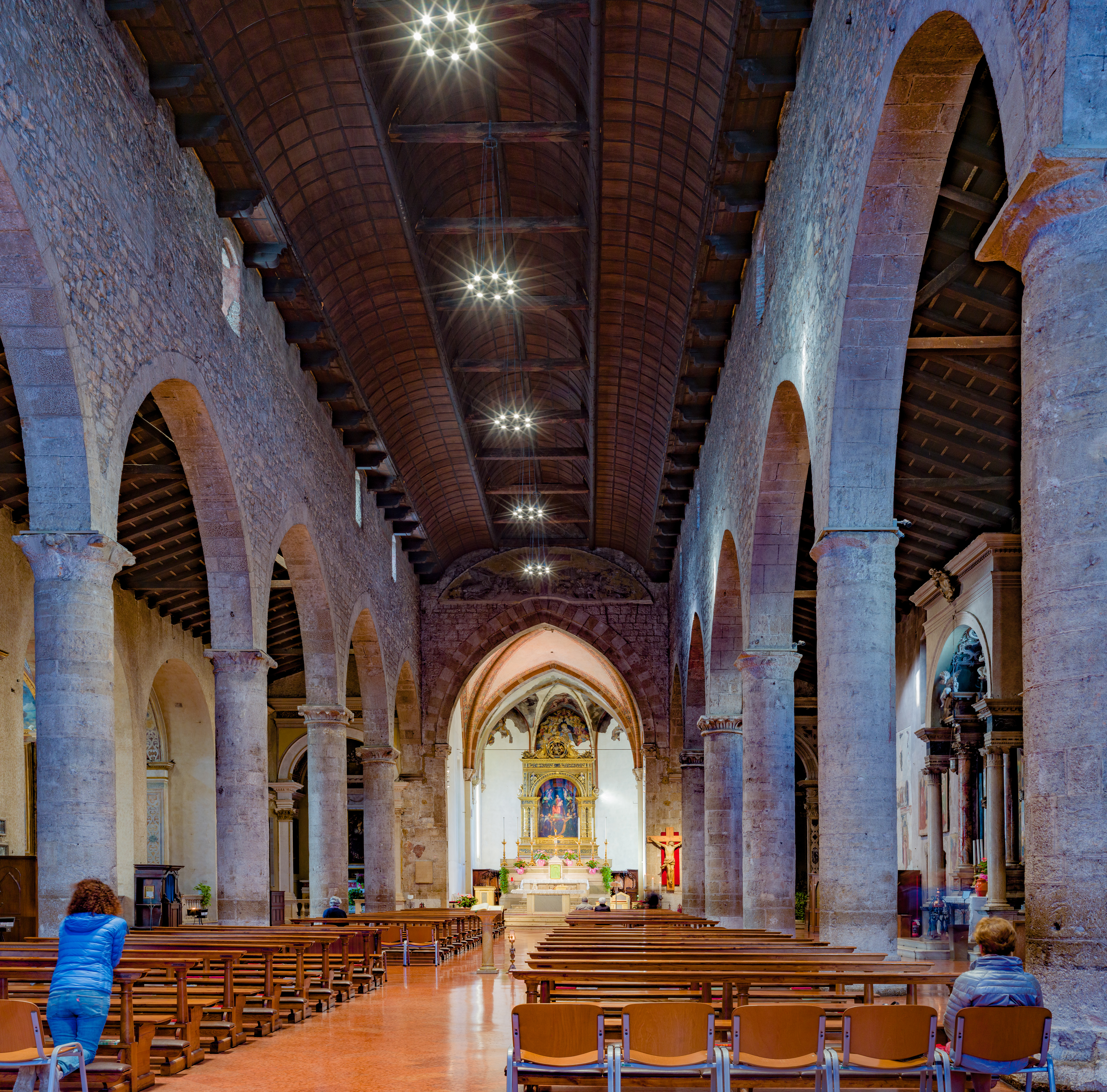
L'interno e la navata centrale.

L'interno della chiesa si presenta con un tradizionale impianto basilicale, ossia a tre navate: queste ultime sono delimitate grazie a sei colonne per lato sormontate da capitelli fogliati e da archi a sesto acuto. La stessa navata centrale presenta una copertura di gusto veneziano a carena trilobata, mentre quelle laterali sono a cassettoni. Le altezze delle diverse coperture, pressoché simili, e l'ampiezza degli intercolumni creano l'effetto di una vasta aula unica.
Al termine delle navate, in origine, c'era la presenza di un transetto che, tuttavia, è andato perduto a seguito di interventi architettonici successivi: dall'epoca moderna, invece, si staglia imponente nel presbiterio il coro con volte a costoloni, fiancheggiato da una cappella sul lato sinistro e da due su quello destro. Le pareti della chiesa, affrescate a partire dall'ultimo decennio del Duecento, hanno subito nel tempo diverse modifiche per l'apertura di cappelle e la costruzione di altari laterali.

#### Navata di destra

Gli affreschi trecenteschi della navata di destra.

Nel registro superiore della navata destra, tra il secondo e il terzo altare, così come tra il terzo e il quarto, è affrescata una Teoria di Angeli e Santi: tale affresco, tra l'altro, è databile al 1290 e doveva fare parte di un ciclo decorativo molto più grande che raffigurava il tema del Giudizio Universale; da un punto di vista artistico presenta influenze veneziane e bizantine ed è accostabile a soggetti analoghi della chiesa degli Eremitani a Padova.
Nel registro mediano è riscontrabile la presenza di un affresco indicato di solito come Scuola Francescana, anche se l'identificazione è incerta a causa delle ampie porzioni mancanti: sulla scena, delimitata da alberi fioriti (simili a quelli di San Pietro in Mavino a Sirmione), si riuniscono un gran numero di frati appartenenti a vari ordini e giovani studenti. Nell'opera è riscontrabile una rigorosa resa spaziale, unita ad una ricerca di naturalismo nella resa degli abiti e dei volti. La gamma cromatica dai toni smorzati, unita all'allungamento delle figure, da ricondurre ad influssi della miniatura bolognese, concorrono ad una datazione attorno al 1320.

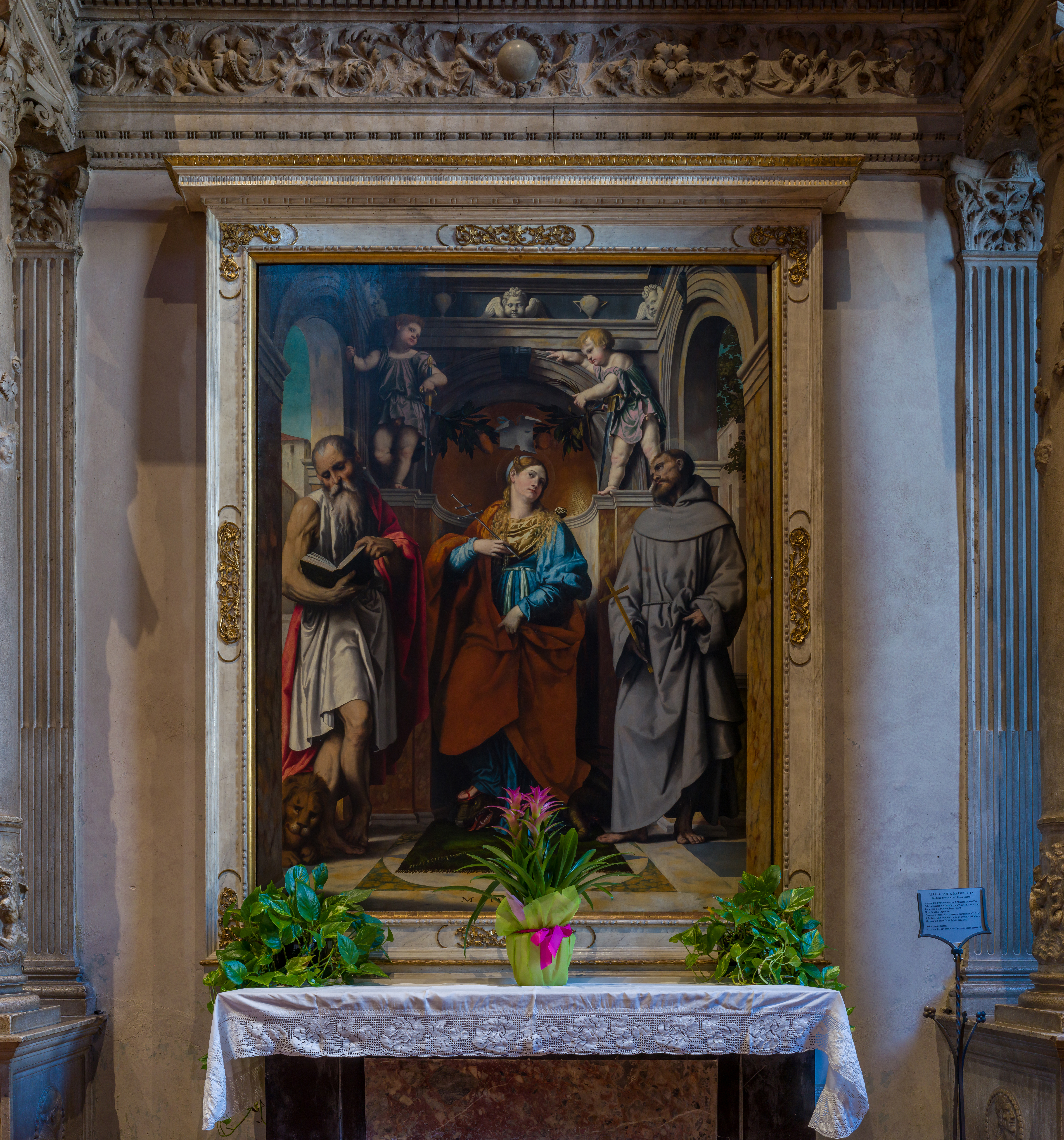
Il Moretto, Santa Margherita d'Antiochia con i santi Girolamo e Francesco, 1530 circa, olio su tela.

Nella parte inferiore è invece riscontrabile un altro lacerto di affresco, la Deposizione di Cristo, sì asportato ma ricollocato dove si doveva trovare in origine. Esso, in particolare, è stato messo in correlazione con lo stesso soggetto dipinto a Padova da Giotto, anche se nel caso della chiesa bresciana di san Francesco le figure sono molto più statiche e prive di particolare elaborazione compositiva, suggerendo una matrice artistica di ambito veronese.

Pietro Rosa, L'Arcangelo Michele che precipita il demonio negli abissi infernali, 1497, olio su tela.

Il primo altare della navata di destra, ossia l'altare di san Girolamo, è stato realizzato da Gasparo Cairano nel 1513 circa e presenta un'opera deI Moretto risalente al 1530: Santa Margherita d'Antiochia con i santi Girolamo e Francesco, in cui Margherita è raffigurata troneggiante al centro della scena. In particolare, si può notare una chiara influenza foppesca e tipicamente "lombarda". Al di sopra della pala è affrescata una Visitazione risalente al 1520 circa, opera di Francesco Prata da Caravaggio.
Il secondo altare è anch'esso costituito da un'elegante edicola in marmo di Botticino risalente al 1497 e in stile rinascimentale: la pala d'altare è in questo caso un'opera di Pietro Rosa, allievo di Tiziano Vecellio, ossia San Michele Arcangelo che precipita il demonio negli abissi infernali, assai evocativa per l'uso della luce e dei chiaroscuri.
Il terzo altare della navata, nondimeno, apparteneva in passato alla famiglia Coradelli: sopra la mensa settecentesca si erge la pala d'altare realizzata da Angelo Paglia e risalente al 1757, che raffigura Giuseppe da Copertino colto in levitazione verso la croce. Tra il terzo e il quarto altare, invece, si trova nella fascia inferiore la lapide funeraria di Giovanni Maria Coradelli e, nella fascia superiore, alcuni lacerti di affreschi in stile bizantino, risalenti alla prima metà del XIV secolo: si tratta dell'Annunciazione, San Pietro e San Paolo.
Nel quarto altare della navata si riscontra la presenza di un affresco realizzato dal Romanino, ossia la Discesa dello Spirito Santo: questo altare, nella fattispecie, era stato commissionato dai nobili Calini come sepolcro di famiglia. La struttura architettonica fu terminata entro il 1520 da Cristoforo e Antonio Zurlengo e la pittura murale dell'artista bresciano, che era stata coperta nel corso del Seicento, è stata poi recuperata nel corso del XX secolo, riportandola poi su tela. La porzione di parete che va tra il quarto e il quinto altare, inoltre, presenta lacerti di decorazioni di varie epoche: i frammenti più antichi risalgono al 1280 circa e raffigurano santa Margherita d'Ungheria presentare quattro bambini a una figura non meglio identificata, forse la Madonna.

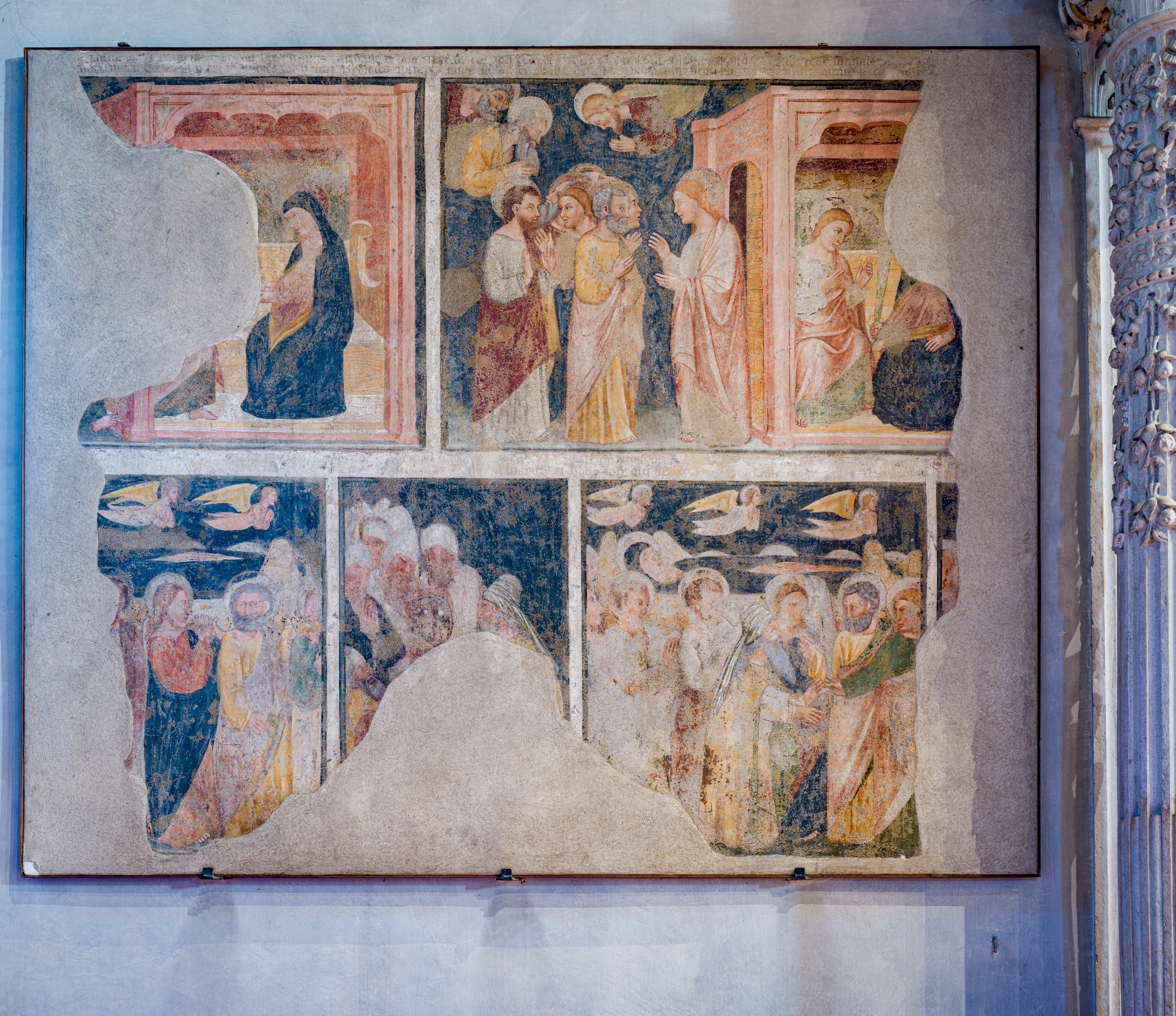
Lacerti di affresco risalenti al XIII secolo e conservati nella cappella in capo alla navata destra.

Il quinto altare è dedicato al titolare della chiesa, ossia san Francesco d'Assisi: la struttura architettonica consta di tipiche e sobrie forme rinascimentali, poi arricchite in età successiva da motivi barocchi, in particolare da una soasa in marmo e da un paliotto a commesso, con ai lati due angeli telamoni. La tela settecentesca raffigura san Francesco in posizione frontale e, tra l'altro, questa tipologia di raffigurazione è piuttosto consolidata anche in molte altre tele dedicate al santo.
La cappella che si trova in capo alla navata destra, invece, è dedicata a San Pietro ed è stata progettata unitamente alla cappella prospiciente della navata sinistra: ideata da Grazio Cossali, essa presenta un apparato lapideo movimentato da una decorazione a intarsio bianco e nero di gusto manieristico. L'altare in questione è settecentesco e reca un paliotto marmoreo in cui è inserita la figura stessa di san Pietro. Ai lati dell'altare troneggiano due opere di Pietro Avogadro, rispettivamente la Morte di Anania e la Resurrezione di Tabita. Nonostante i danni subiti durante i bombardamenti della seconda guerra mondiale, questa cappella conserva alcuni importanti lacerti di opere risalenti al XIII secolo, in particolare una scena raffigurante san Pietro e altre porzioni di affreschi.

#### Navata di sinistra

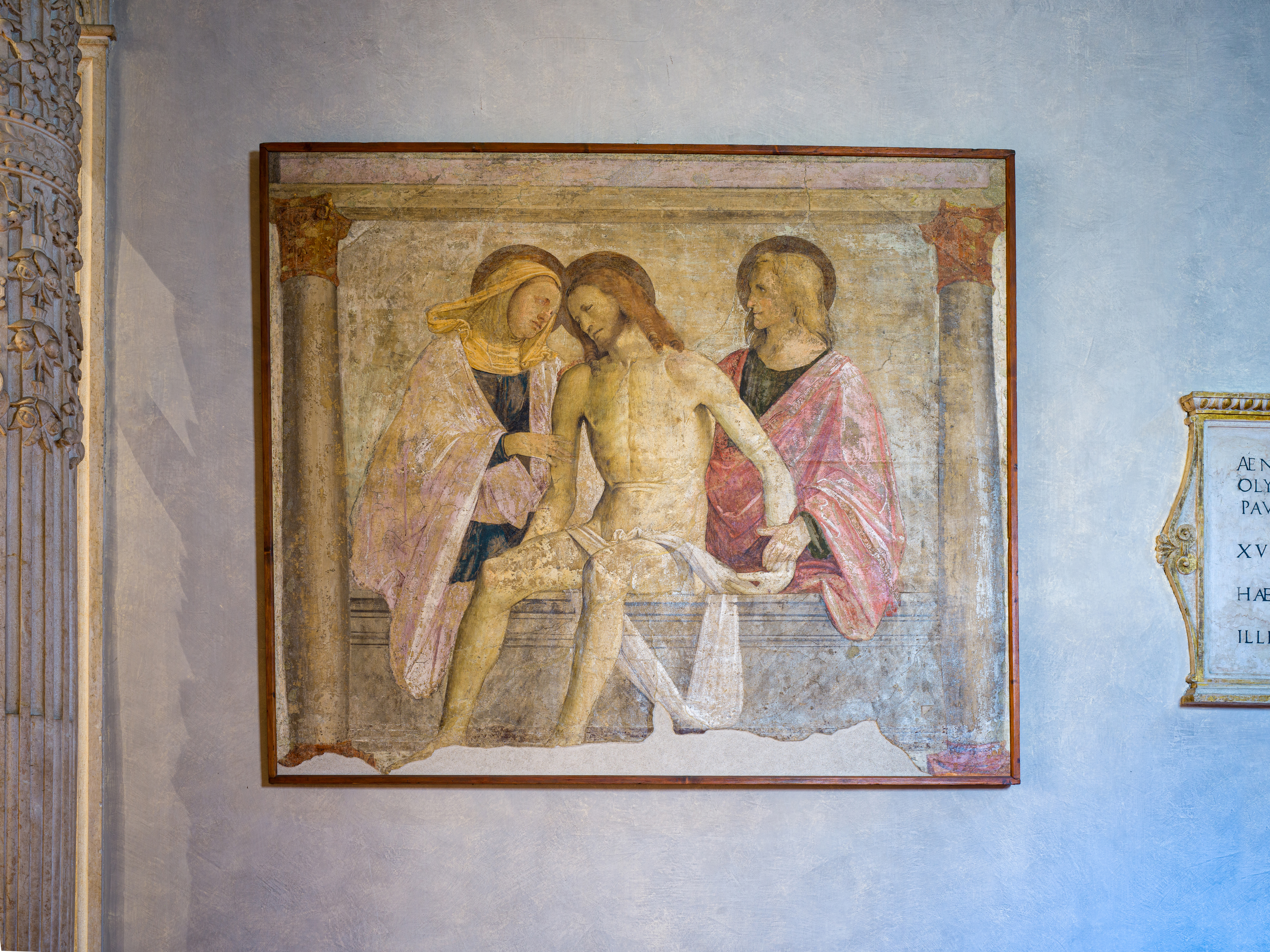
L'affresco asportato e attribuito ad Altobello Melone o a Romanino e posto nella cappella Kolbe.

La cappella in capo alla navata di sinistra è dedicata a sant'Antonio da Padova: rinnovata interamente nel 1484 per volontà dalla famiglia dei Martinengo delle Palle, è stata ancora una volta modificata nel corso del XVII secolo. L'altare di questa cappella conserva una pala, racchiusa in un'ancona settecentesca di marmi policromi, raffigurante l'Apparizione di Gesù bambino a Sant'Antonio. L'opera è forse da attribuirsi ad Antonio Paglia, anche se al riguardo non ci sono elementi probanti: va anche segnalato nell'opera il contributo di un altro anonimo artista, non ancora riconosciuto dalla critica. Sulla parete sinistra della cappella si riscontra la presenza di due opere di Pietro Ricchi, risalenti al 1645; si tratta, rispettivamente, de Il miracolo della liberazione del giovane Morone rapito e anche dei Tre oranti della famiglia Morone che ringraziano Sant'Antonio. Sulla parete di destra, invece, l'opera dell'artista Pietro Maffei Sant'Antonio che ottiene a Verona da Ezzelino da Romano la liberazione del conte Rizzardo da San Bonifacio e di altri capi guelfi.

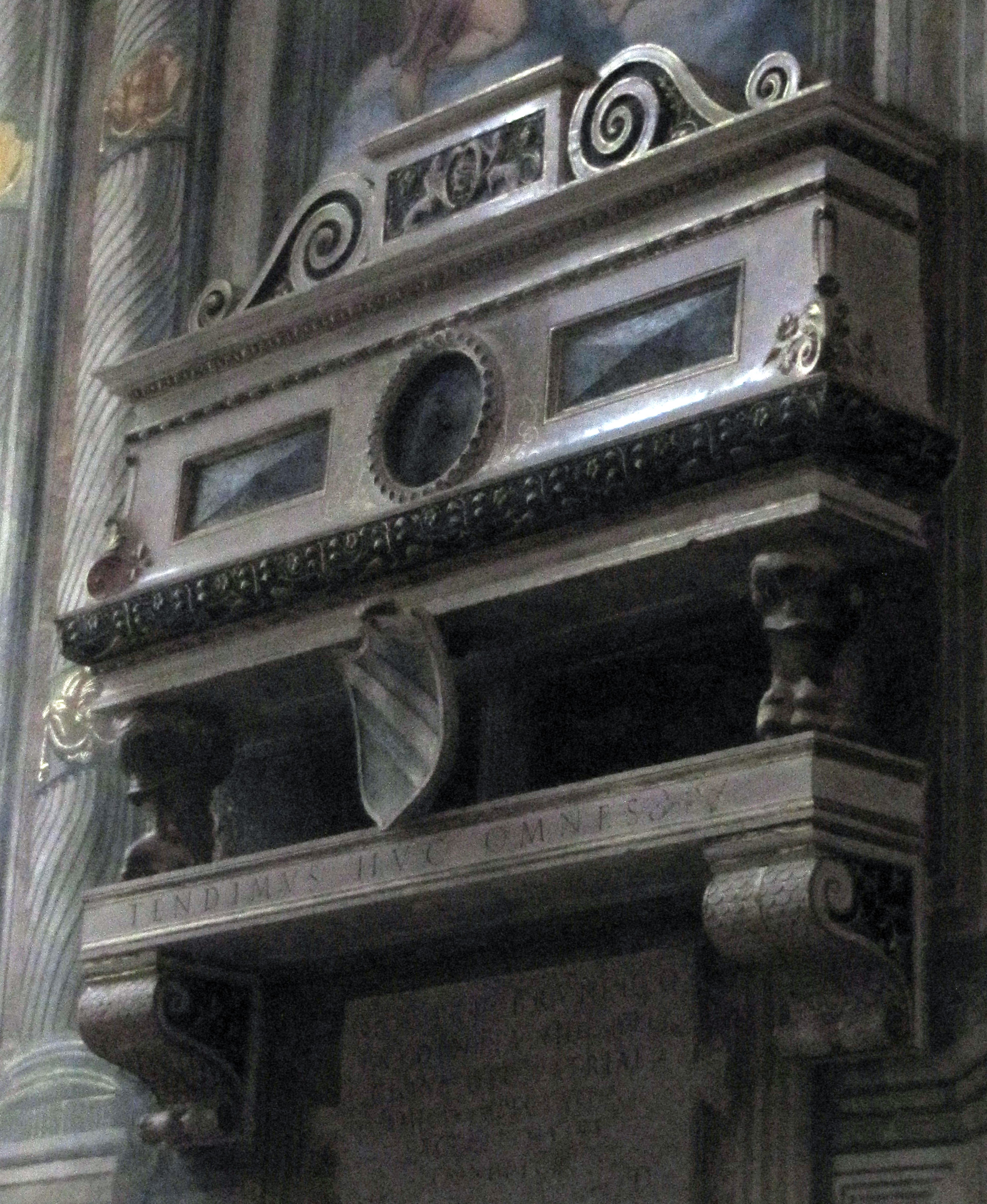
Il monumento funebre di Gaspare Brunelli, opera del Cairano e risalente al 1500.

Procedendo in direzione dell'ingresso, si incontra la cappella Kolbe, intitolata all'omonimo martire francescano. L'altare di questa cappella è piuttosto ricco ed elegante: risalente al XVIII secolo, consta di marmi policromi e reca al centro una raffigurazione di Sant'Orsola; al di sopra, invece, è collocata un moderno trittico dedicato a Massimiliano Kolbe e realizzato dalla pittrice bresciana Adriana Girardi Coppini. Sulle pareti della cappella, progettata in stile rinascimentale dai fratelli Zurlengo, sono stati inoltre collocati lacerti di affresco asportati e recanti una raffigurazione della Pietà, attribuita al Romanino o Altobello Melone.

La cappella dedicata all'Immacolata Concezione e decorata nel corso del Settecento.

La cappella successiva è dedicata al Sacro Cuore e conserva il monumento funebre di Gaspare Brunelli, realizzato nel 1500 da Gasparo Cairano e addossato alla parete destra. La stessa cappella è stata realizzata nel 1494 da Stefano Lamberti su commissione della famiglia Brunelli e, tra l'altro, parallelamente all'attigua cappella Calzaveglia: nel corso del XVII secolo è stata eseguita la decorazione del cupolino, che reca al centro l'Elevazione della Maddalena. I pennacchi alla base recano dei putti alati e su delle nubi, realizzati tuttavia nel XIX secolo. Al centro dell'altare, invece, è collocata una moderna statua dedicata al Sacro Cuore. L'attigua cappella Calzaveglia prende il nome dalla famiglia che la commissionò: la sua realizzazione, come detto, è contemporanea a quella del Sacro Cuore e presenta dunque uno stile rinascimentale. Precedentemente intitolata a Santa Margherita d'Antiochia, la stessa cappella è stata poi dedicata alla santa bresciana Angela Merici. Lo stesso altare ottocentesco, non a caso, reca un'opera dedicata alla santa e raffigurante Sant'Angela Merici vestita con l'abito del Terz'Ordine francescano, opera di pittore anonimo.

La cappella della Santissima Trinità e la pala d'altare di Giuseppe Tortelli.

La cappella successiva, realizzata alla fine del XV secolo forse da Filippo da Caravaggio, è dedicata all'Immacolata Concezione della Vergine Maria: l'aspetto di questa cappella è stato radicalmente modificato nel corso del XVIII secolo, quando fu interessata da un'intensa e ricca campagna decorativa, che ha tuttavia lasciato intatte le architetture rinascimentali di tale ambiente. Quest'ultimo, appunto, presenta una pianta quadrata sormontata da una cupola emisferica, a sua volta culminante esternamente in un'elegante lanterna. Tra il 1548 e il 1553, peraltro, sono stati realizzati i 26 stalli del coro ligneo recanti scene della Passione di Cristo, forse progettate da Paolo da Caylina il Giovane. La pala d'altare, invece, è stata realizzata nel 1603 da Grazio Cossali ed è stata rimaneggiata nel corso del Settecento da Giovan Battista Sassi, che ha aggiunto la lunetta superiore raffigurante alcuni cherubini e il Padre Eterno. L'apparato pittorico di questa cappella, sfarzoso e scenografico, è stato realizzato a partire dal 1737 dai quadraturisti Eugenio Ricci e Giacomo Lecchi; per le figure, appunto, Giovan Battista Sassi e Giovanni Antonio Cucchi.

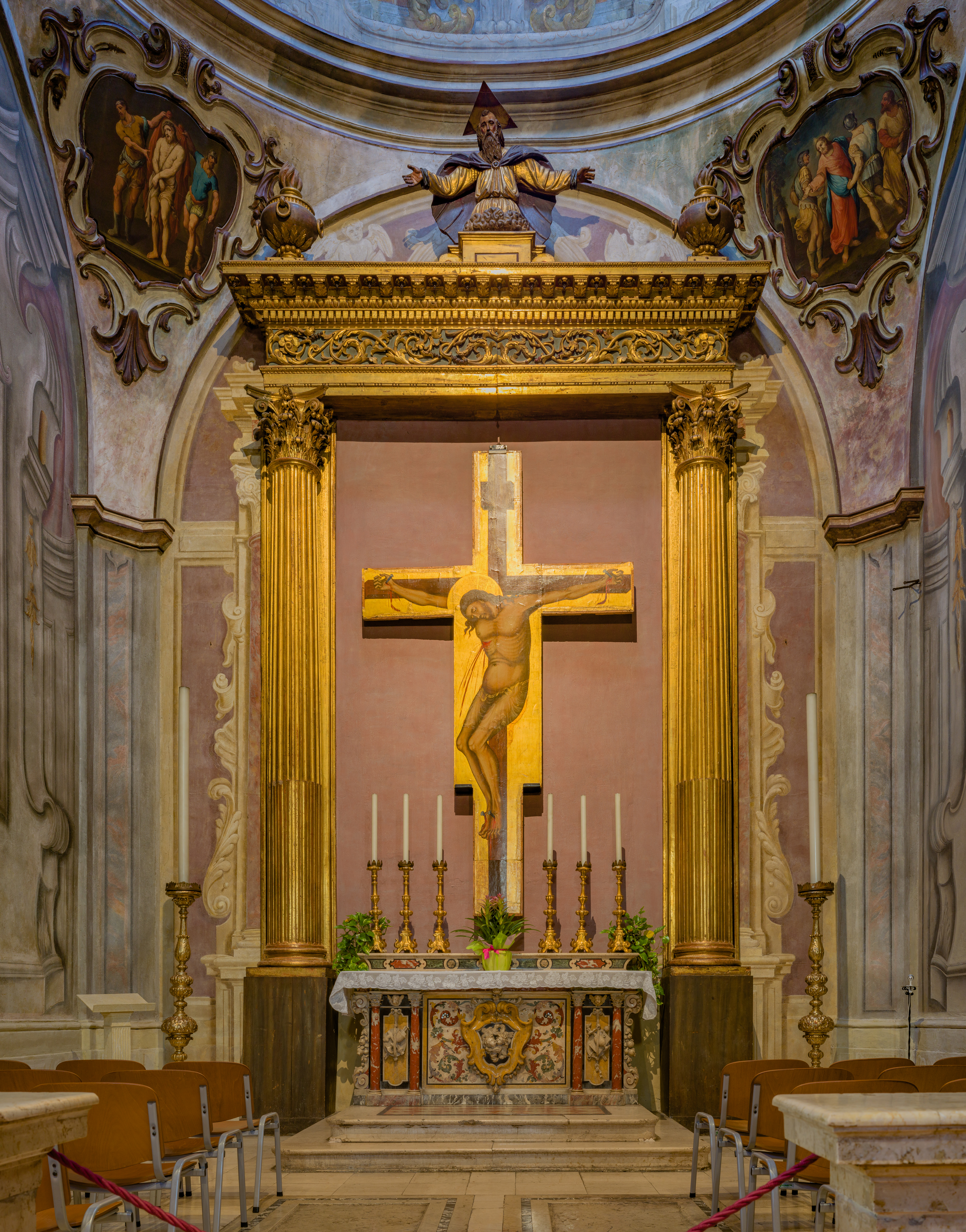
La cappella del Crocifisso.

Spostandosi sempre in direzione dell'ingresso, si incontra la cappella intitolata alla Santissima Trinità, contenente affreschi del 1738 attribuibili a Giovan Francesco Gaggini da Bissone e Carlo Molinari. La pala d'altare è opera di Giuseppe Tortelli e raffigura La Santissima Trinità. Sulla parete sinistra della cappella, tra l'altro, compare un'opera del pittore bresciano Luigi Sampietri, ossia L'Angelo che indica la perfezione a Sant'Antonio, risalente alla prima metà del XIX secolo.
Andando oltre, si incontra la cappella detta del Crocifisso per via della grande tavola lignea al centro dell'altare: risalente al 1310-1320, è dipinta su legno sagomato a fondo d'oro e, per resa stilistica, mostra molteplici influenze, ossia bizantina, toscana e goticheggiante. L'ancona dell'altare, nondimeno, risale al XVI secolo, così come le decorazioni pittoriche delle pareti. In ogni caso, è solo dal XVIII secolo che si organizza un uniforme ciclo decorativo, volto a valorizzare maggiormente il Crocifisso ligneo trecentesco: la cupola viene interamente coperta da affreschi con finte architetture prospettiche, che simulano quattro balconate su cui si affacciano putti in festa.
In ultimo, la cappella della navata di sinistra più vicina all'entrata è dedicata a san Giuseppe: costruita attorno al 1480, è stata voluta dalla corporazione bresciana dei falegnami e appunto intitolata al loro protettore e patrono. Le decorazioni delle pareti risalgono al XVIII secolo e ritraggono i Padri della Chiesa e, nei pennacchi della cupola, le Storie di San Giuseppe. La pala d'altare, invece, è opere di Francesco Prata da Caravaggio e ritrae lo Sposalizio della Vergine, risalente al 1520. Infine, sulla parete destra compare un'Adorazione dei Magi settecentesca.

#### Presbiterio

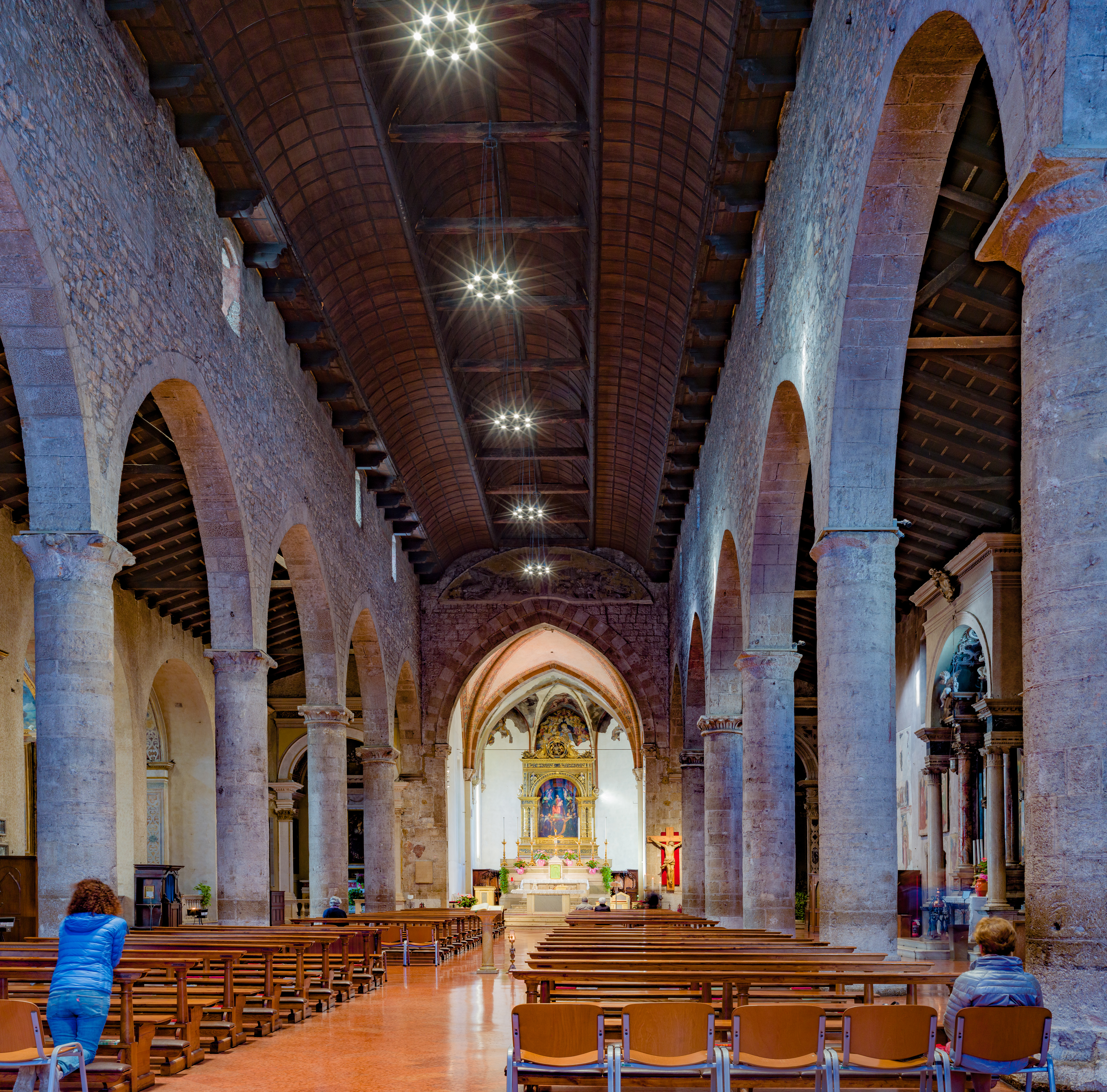
La navata centrale della chiesa e, sullo sfondo, il presbiterio e la zona dell'abside.

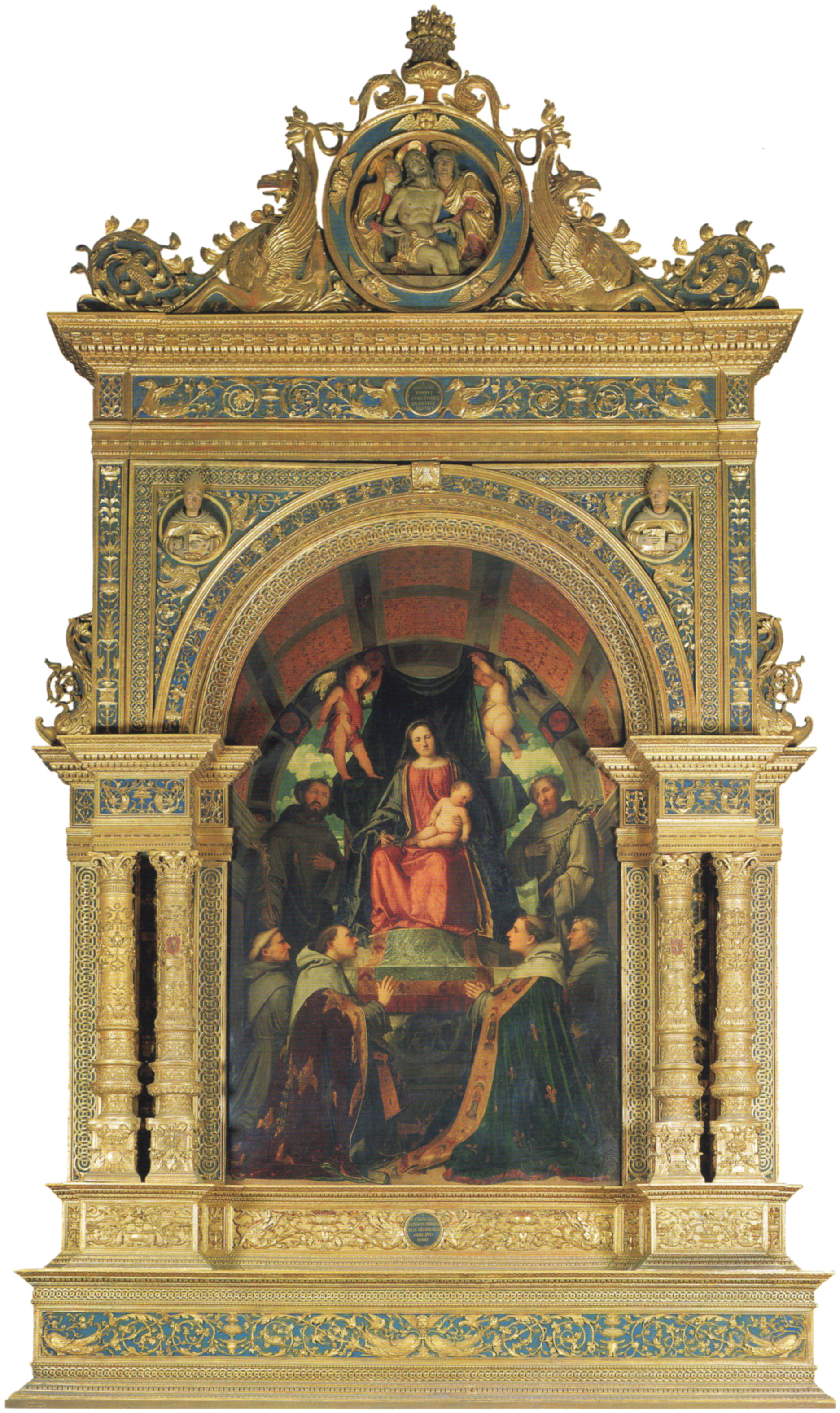
La Madonna e i Santi del Romanino entro la cornice lignea realizzata da Stefano Lamberti.

La lunga navata centrale porta verso la zona del presbiterio, oggetto nel 1464 di importanti rifacimenti da parte di Antonio e Cristoforo Zurlengo: in tale occasione, infatti, la zona presbiteriale fu dotata di una copertura a crociera, con terminazione ad ombrello e costoloni in laterizio. Le pareti laterali, invece, sono state aperte alte monofore trilobate. La volta a copertura dell'abside, tra l'altro, ha svelato a seguito di alcuni restauri degli affreschi, in particolare nelle sei vele e nelle lunette laterali.
Questi stessi affreschi, in particolare, sono stati realizzati dal Romanino e ritraggono, all'interno delle vele, Cristo e a destra i santi Giovanni e Matteo e, a sinistra, Luca e Marco. Le quattro lunette, invece, ritraggono rispettivamente Girolamo, Gregorio Magno, Agostino e Ambrogio, parzialmente andati perduti. La lunetta centrale vede, nondimeno, l'elegante raffigurazione della Madonna in adorazione del Bambino tra angeli musicanti, opera attribuita ai fratelli Bonifacio e Andrea Bembo, o forse anche a Paolo da Caylina il Vecchio.
La pala dell'altare maggiore è un'imponente opera pittorica del Romanino. L'artista fu ingaggiato da padre Francesco de Seni, detto Sanson. Fu prima realizzata la sfarzosa cornice lignea da Stefano Lamberti e, pertanto, lo stesso pittore dovette adeguarsi alle dimensioni della stessa: in effetti, entro il 1516 era già stata presentata l'opera, raffigurante la Madonna e santi francescani (Francesco d'Assisi, Antonio da Padova, Bonaventura, Ludovico di Tolosa e Bernardino da Siena, con anche il medesimo committente, Francesco Sanson). La tela è un capolavoro della prima produzione giovanile del Romanino, che si era in effetti ispirato alla resa cromatica e all'equilibrio di tonalità del Tiziano.
Infine, lo stesso coro ligneo del presbiterio è sempre riconducibile all'intervento di Francesco Sanson: addossato alla parete di fondo dell'abside, esso è composto da ventidue stalli intarsiati alla certosina e recanti motivi geometrici, con una certa influenza artistica di matrice orientale.

#### Organo a canne
Nella chiesa va segnalata la presenza di un organo Balbiani-Vegezzi-Bossi, costruito nel 1950 in sostituzione del precedente, distrutto durante il bombardamento del 1945 ed ampliato con quattro nuovi registri nel 2000 dalla stessa ditta. Le canne sono suddivise in due corpi distinti: quelle del Grand'Organo (II tastiera) e del Pedale sono in un vano che si apre con un arco a sesto acuto sull'ultima campata della navata destra; quelle del Positivo e del Recitativo (rispettivamente I e III tastiera), sono invece dietro l'altare maggiore; lo strumento è a trasmissione elettrica.

## Il tesoro
La chiesa conserva un importante tesoro, non esposto al pubblico, composto da vari oggetti liturgici antichi legati alla storia del convento. Spicca, all'interno della collezione, la Croce di San Francesco, grande opera di oreficeria di inizio Cinquecento di Giovanni Francesco delle Croci.

## Galleria d'immagini

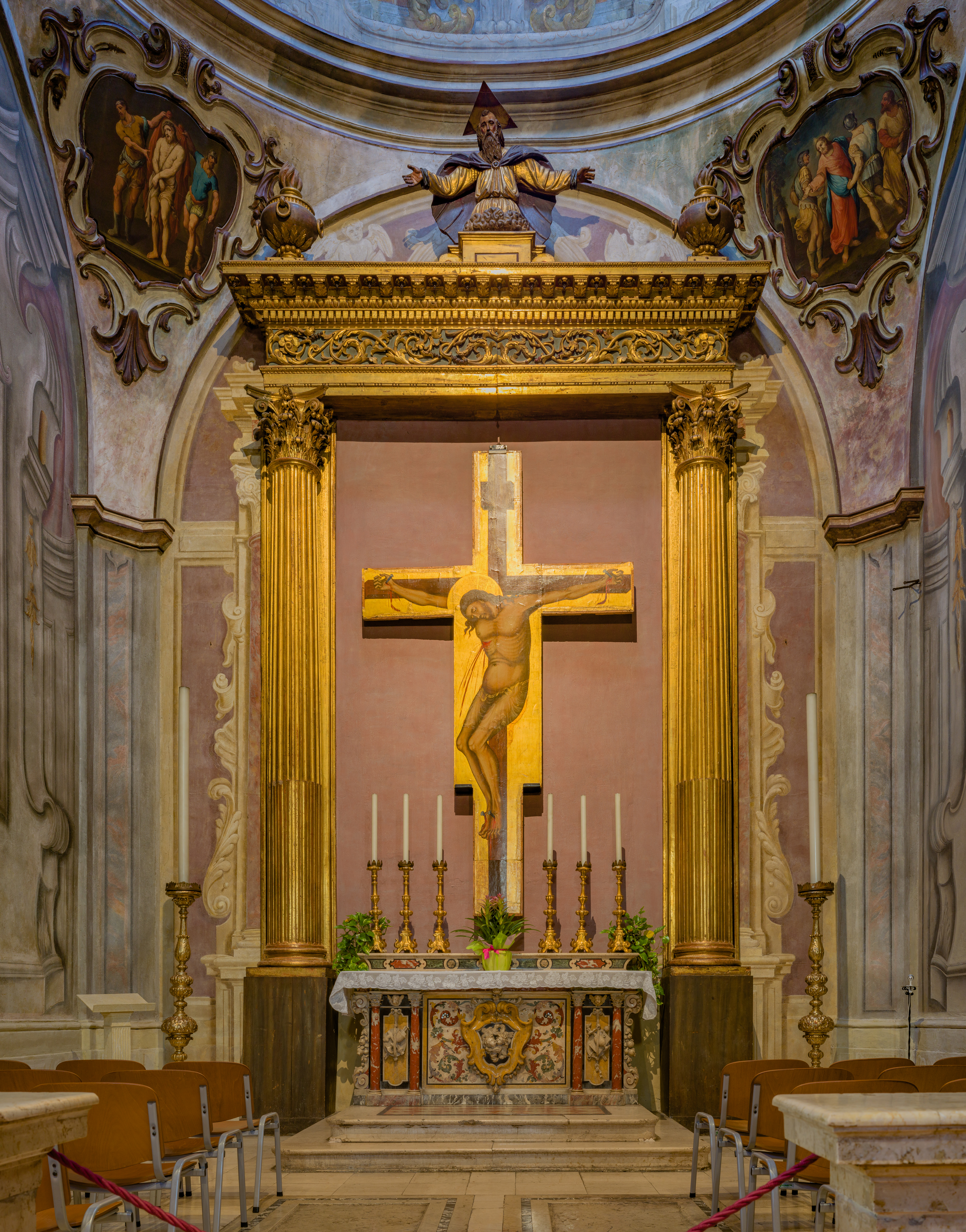
Altare del Crocifisso del 1350 ca.
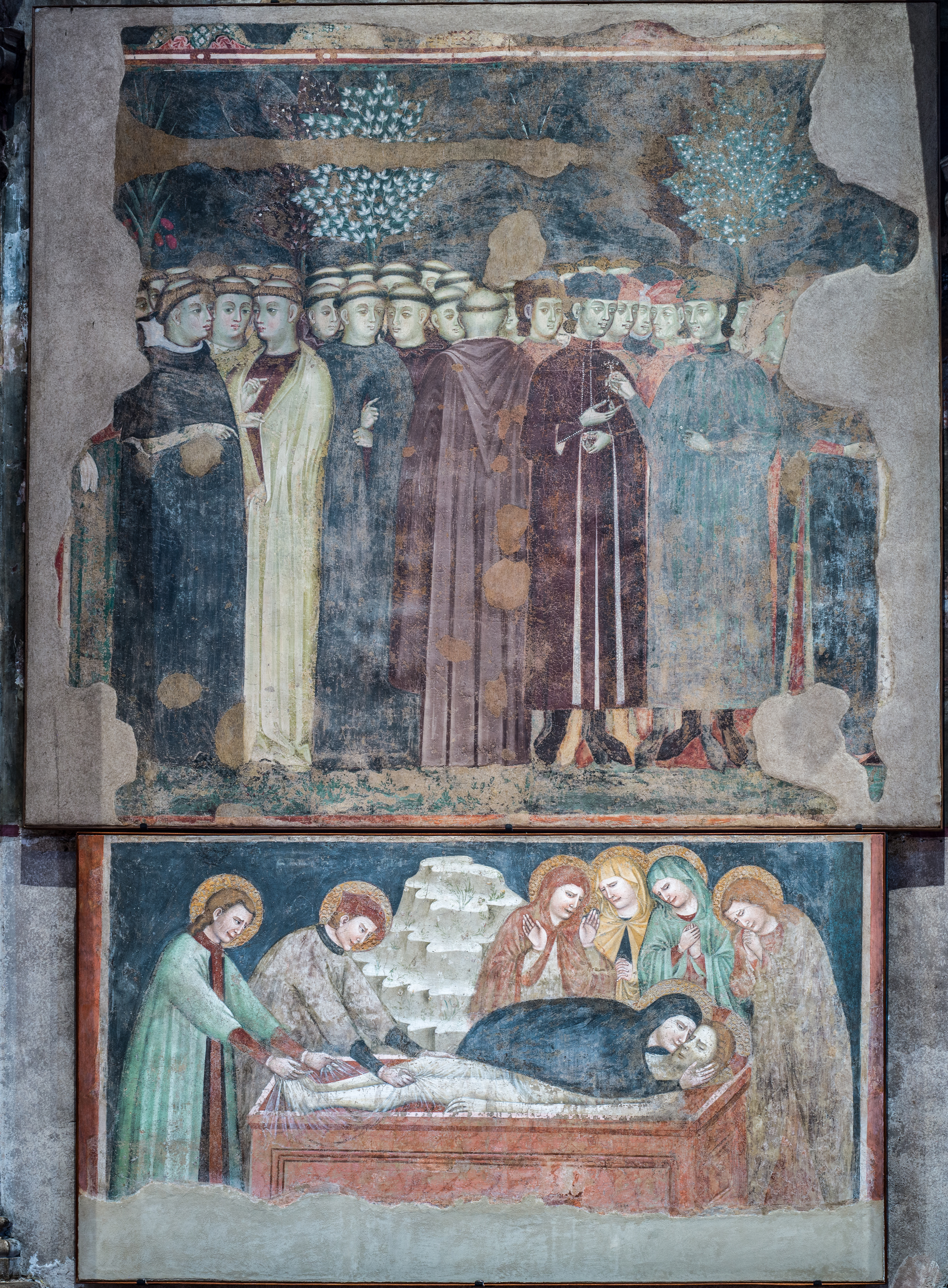
Affreschi giotteschi con Deposizione scena con frati e secolari.
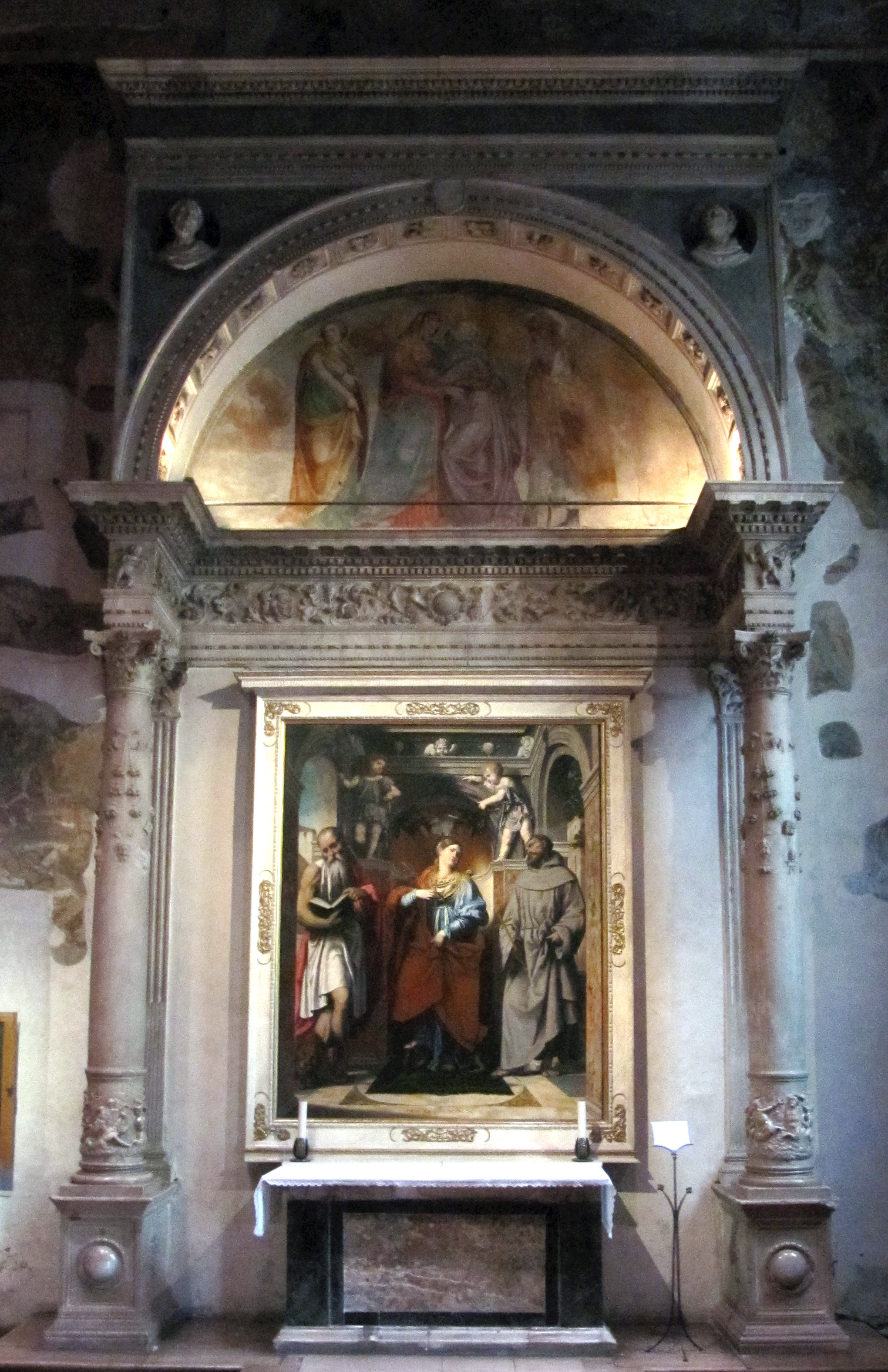
Altare di san Girolamo.
Altare della Trinità.
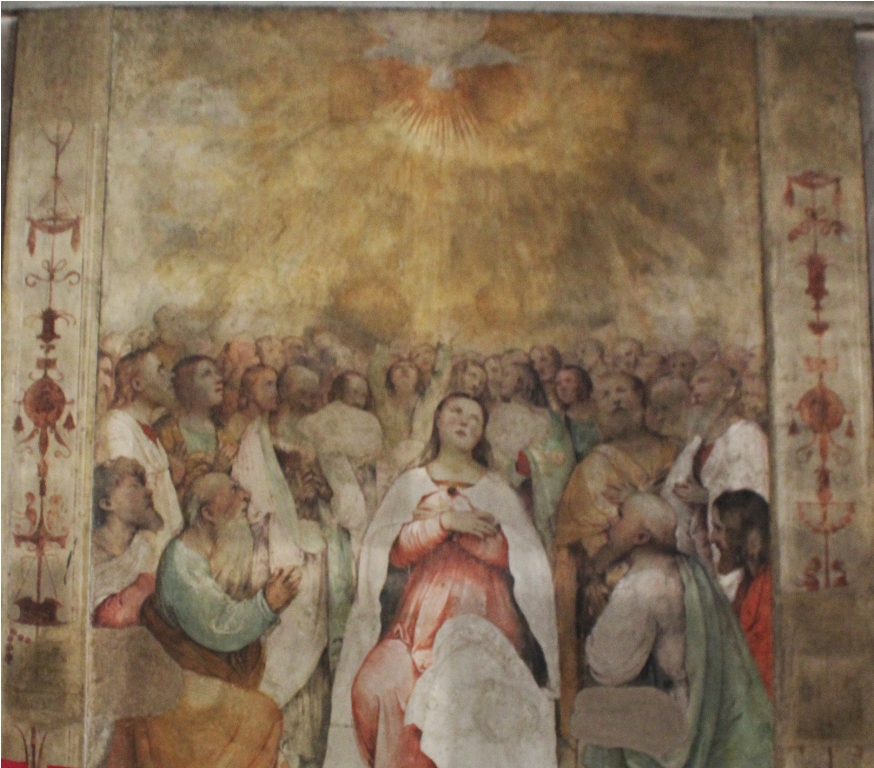
Discesa dello Spirito Santo (Romanino).
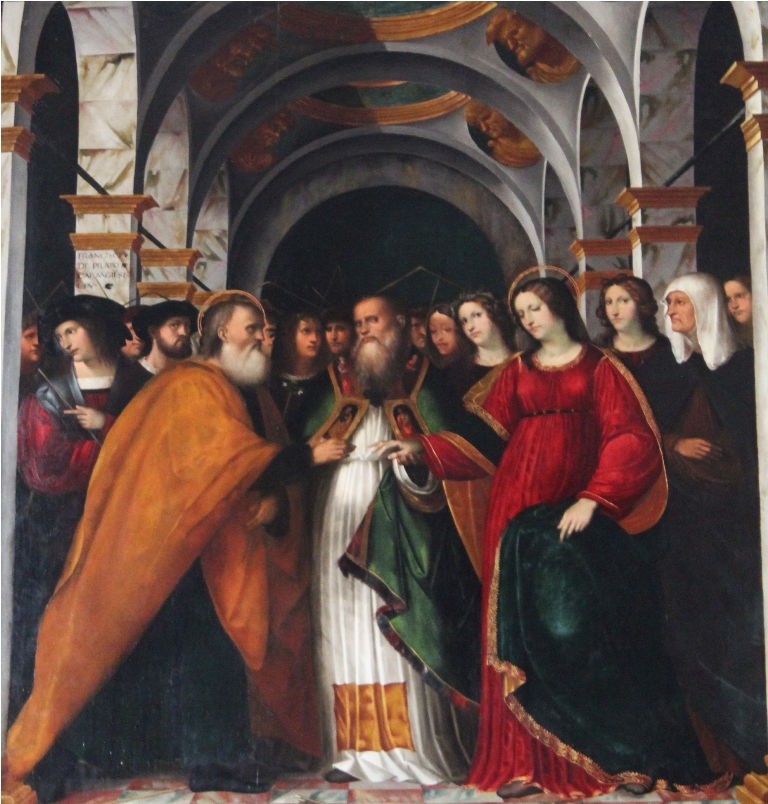
Sposalizio della Vergine (Francesco Prata da Caravaggio).